# Rosalie (film)
Rosalie är en fransk-belgisk historisk dramafilm från 2023. Filmen är regisserad av Stéphanie Di Giusto, som även skrivit manus tillsammans med Romain Compingt och Alexandra Echkenazi.
Filmen hade biopremiär i Sverige den 26 april 2024, utgiven av Edge Entertainment.

## Handling
Filmen utspelar sig i Frankrike 1870 och kretsar kring Rosalie som föddes med skägg och hår på hela kroppen. För att inte dra till sig uppmärksamhet rakar hon sig varje dag. Hennes högsta önskan är att bli sedd som den kvinna hon är utan att behöva gömma sig.

## Rollista (i urval)
- Nadia Tereszkiewicz – Rosalie Deluc
- Benoît Magimel – Abel Deluc
- Benjamin Biolay – Barcelin
- Guillaume Gouix – Pierre
- Gustave Kervern – Paul
- Anna Biolay – Jeanne
- Juliette Armanet – Clothilde
- Lucas Englander – Camilius